# Trigésimo Octavo Período Ordinario de la Asamblea General de la Organización de los Estados Americanos
El 38 Período Ordinario de la Asamblea General de la OEA fue realizado en junio de 2008 en Plaza Mayor, Medellín (Colombia); la sede había sido confirmada en 2007; convirtiéndose en el segundo período ordinario de la Asamblea General realizado en una ciudad de este país, ya que el primero (decimoquinto) se había realizado en Cartagena de Indias en 1985. Entre los temas del mismo se desarrollaron:
- Crisis diplomática del país anfitrión con Ecuador.[3]
- Soberanía de las Islas Malvinas.
- Acceso de Bolivia al mar.
- Crisis alimentaria.
- Lucha contra el narcotráfico y el terrorismo.